# Emily Huelskamp
Emily Huelskamp (San Luis, 17 de enero de 1987) es una deportista estadounidense que compitió en remo. Ganó dos medallas en el Campeonato Mundial de Remo, en los años 2013 y 2016.

## Palmarés internacional
| Campeonato Mundial | Campeonato Mundial      | Campeonato Mundial | Campeonato Mundial |
| Año                | Lugar                   | Medalla            | Prueba             |
| ------------------ | ----------------------- | ------------------ | ------------------ |
| 2013               | Chungju (Corea del Sur) | Medalla de oro     | Cuatro sin timonel |
| 2016               | Róterdam (Países Bajos) | Medalla de plata   | Cuatro sin timonel |